# Grażyna Totwen-Kilarska
Grażyna Totwen-Kilarska (ur. 1955 w Gdańsku) – polska projektantka, wykładowczyni Akademii Sztuk Pięknych w Gdańsku.

## Życiorys
W 1981 ukończyła studia na Wydziale Architektury i Wzornictwa Państwowej Wyższej Szkoły Sztuk Plastycznych w Gdańsku w pracowni Bolesława Petryckiego. W 2000 uzyskała kwalifikację I stopnia. W 2018 na Akademii Sztuk Pięknych w Gdańsku habilitowała się w dyscyplinie sztuk projektowych na podstawie dzieła Wystawa „Od Figurek do Marionetek – Historia Wileńskiego Teatru Łątek Wilno 1936–Gdańsk 1959”.
Na Akademii Sztuk Pięknych w Gdańsku prowadzi zajęcia w pracowniach Scenografii oraz Kompozycji i Struktur Wizualnych. Zajmuje się architekturą wnętrz, wystawiennictwem, scenografią, malarstwem, lalkarstwem. Współpracowała między innymi z Teatrem Miniatura w Gdańsku.
Laureatka I nagrody za koncepcję przedstawienia Impresja na tematy polskie w Konkursie Fundacji Tańca i Muzyki im. K. Biegańskiej 2008.
Córka Ewy Totwen i Macieja Kilarskiego.